# Años 1580
Los años 1580 o década del 1580 empezó el 1 de enero de 1580 y terminó el 31 de diciembre de 1589.

## Acontecimientos
- 1580 - Crisis sucesoria portuguesa de 1580[1]
- 1581 - Los Países Bajos se dividen.[2]
- 1582 - En Europa se cambia el Calendario juliano por el Calendario gregoriano
- 1584 - Se finalizan las obras del monasterio de San Lorenzo de El Escorial.[3]
- 1585 - Sixto V sucede a Gregorio XIII como papa[4]

## Personas destacadas
- Guillermo de Orange, líder del bando holandés en la guerra de Flandes.